# إتش. إف. إم. بريسكوت
إتش. إف. إم. بريسكوت (بالإنجليزية: H. F. M. Prescott)‏ (و. 1896 – 1972 م) هي مؤرخة، ومؤلفة، وكاتِبة من المملكة المتحدة، والمملكة المتحدة لبريطانيا العظمى وأيرلندا، ولدت في تشيشير، كانت عضوةً في الجمعية الملكية للأدب، توفيت عن عمر يناهز 76 عاماً.

## التعليم
تعلمت في قاعة الليدي مارغريت، وجامعة مانشستر.

## جوائز
حصلت على جوائز منها:
- جائزة المنافسة العامة  [لغات أخرى]‏ (1946)
- قائد الفنون والآداب